# Selección de rugby league de Italia

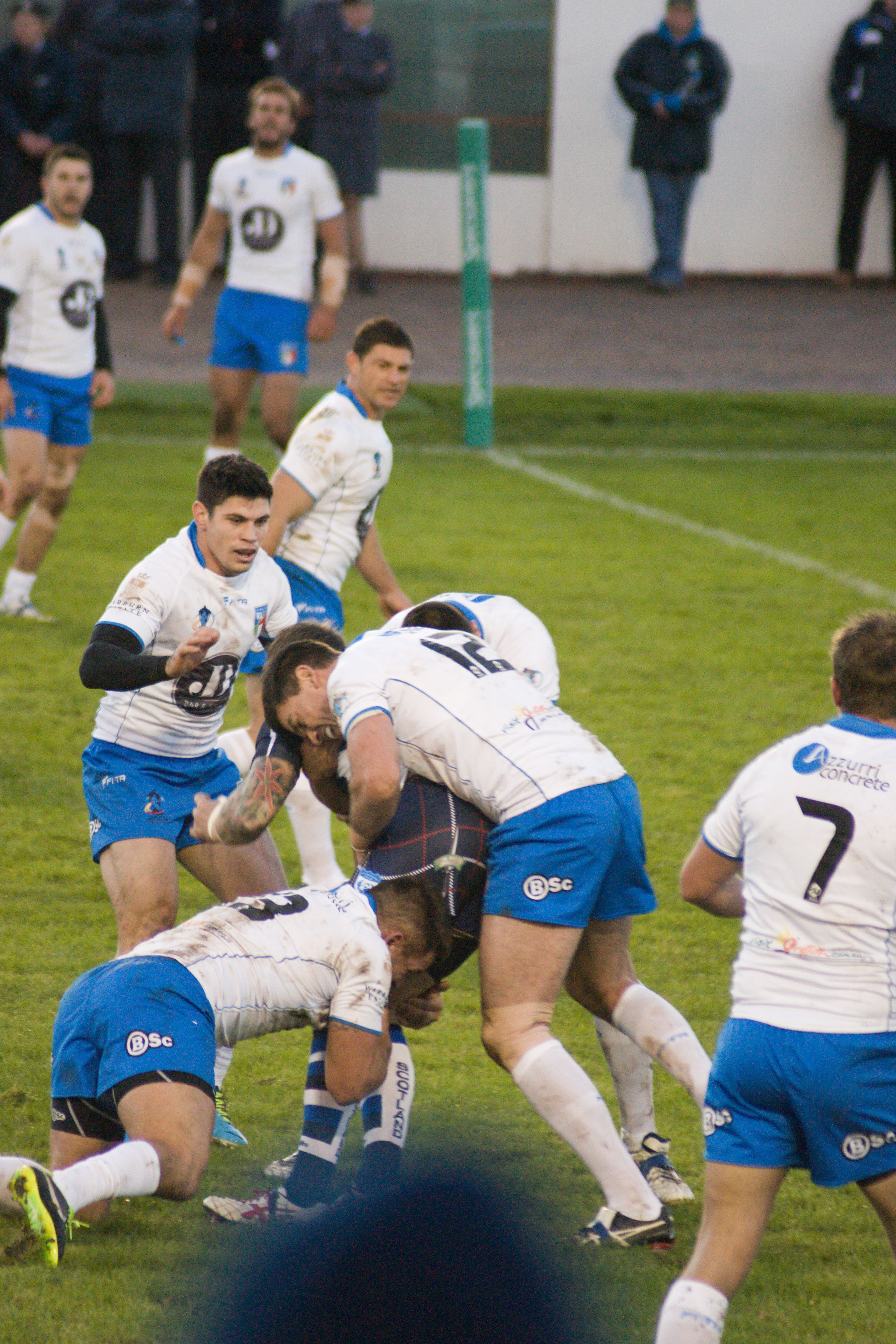
Italia en la Copa Mundial 2013

La Selección de rugby league de Italia representa a Italia en competiciones de selecciones nacionales de rugby league. 
Su apodo es "Azzurri", y utiliza vestimenta azul.
El ente encargado de la selección es la Federazione Italiana Rugby League.
Está afiliado a la Rugby League European Federation. 
Ha clasificado en tres ocasiones a la Copa del Mundo de Rugby League, en la cuales no ha podido avanzar la fase de grupos.

## Plantel
- Sam Dolores
- Dallas Gresco
- Nick Okladnikov
- Josh Mantellato
- Rocco Battagliolo
- Daniel Petralia
- Terry Campese
- Brenden Santi
- Vinnie Ripepi
- John Trimboli
- Matthew Bonnano
- Gioele Celerino
- Rhys Sciglitano
- Simone Boscolo
- Nick Serafino
- Dominic Biondi
- Anthony Curcio
- Brock Pelligra

## Palmarés
European Shield (2)
- Campeón (2): 2008, 2009

Mundial de Naciones Emergentes
- Subcampeón (1): 2000

## Participación en copas

#### Copa del Mundo de Rugby League
- 1954 al 2008: sin  participación
- 2013 : fase de grupos[1]
- 2017 : fase de grupos[2]
- 2021 : fase de grupos

#### Mundial de Naciones Emergentes
- 2000 : 2° puesto

#### Campeonato Europeo B
- 2008 : Campeón
- 2009 : Campeón
- 2012/13 : 2° puesto
- 2014/15 : 3° puesto